# 通航一覽
通航一覽是一部日本江戶時代的歷史書籍，共350卷，專門記載日本外交史。
江戶幕府的大學頭林復齋奉命編纂此書。1853年，林復齋為此書作序。故而此書的完成應該在1853年以前。
通航一覽按國別和年代進行分類和排序，記載了自1566年至1825年年間的日本的外交事務。其中第七、八卷的「魯西亞國部」中也記載了日本與蝦夷地的外交關係。1912年至1913年，日本明治政府刊行了此書的活字翻刻本，共8個分冊。
黑船來航之後，以林復齋的長子林鶯溪與林復齋的助手宮崎成身為中心，編纂了《通航一覽續輯》共152卷，於1856年完成。該續輯的活字翻刻本，於1968年至1972年刊行，共5分冊。

## 外部連結
- 通航一覽（北海道大學附屬圖書館）
- 通航一覽續輯（北海道大學附屬圖書館）
- 《通航一覽·琉球國部[]》